# Renault Twingo I
Renault Twingo I er den første modelgeneration af Renaults mikrobil Twingo. Modellen var i produktion i årene 1993 til 2007.

## Udviklingshistorie
En af de væsentligste inspirationer for designet på Renault Twingo var den næsten 10 år ældre prototype Beskid 106 fra den polske bilfabrikant FSM, som skulle afløse den af FSM på licens fra Fiat byggede mikrobil 126p. Den af den polske designer Krzysztof Meissner tegnede Beskid 106 havde et dengang nyudviklet Mono-Box-kabinekoncept, som var aerodynamisk optimeret. FSM samt deres designfirma BOSMAL havde fået beskyttet designet på Beskid 106, men da bilen ikke gik i serieproduktion og patenterne af finansielle grunde ikke kunne forlænges, overtog Renault konceptet.
I september 1992 præsenterede Renault på Paris Motor Show den af Patrick le Quément designede Twingo, som med sit usædvanlige design og kabinekoncept uden nævneværdige ændringer blev fremstillet og solgt i næsten 15 år.

## Modelhistorie
Den første modelgeneration af Twingo kom på markedet i marts 1993 med en 1,3-liters OHV-benzinmotor med 40 kW (55 hk) og styrekæde, som siden 1972 havde været benyttet i Renault 5 og flere andre bilmodeller fra Renault (C-motor). Som ekstraudstyr kunne modellen fra oktober 1993 fås med foldetag.
I september 1994 blev førerairbag standardudstyr i Twingo til modelåret 1995, og en måned senere fulgte Twingo "Easy" med automatisk styret kobling.
I september 1995 blev passagerairbag standardudstyr til modelåret 1996, mens ABS kunne fås mod merpris.
D7F-motoren blev introduceret i Twingo i oktober 1996 til modelåret 1997. I starten ydede den 43 kW (58 hk), hvilket i januar 2001 blev øget til 44 kW (60 hk).
- Bagfra
- Kabine

### Facelifts
Twingo fik i august 1998 et omfattende facelift til Phase II til modelåret 1999 (lakerede og modificerede for- og bagkofangere, nyt instrumentbræt i kabinen og tekniske ændringer).
I 1999 tilkom topmodellen "Initiale" med lædersæder, klimaanlæg og navigationssystem som ekstraudstyr.
I efteråret 2000 blev modellen til modelåret 2001 teknisk moderniseret i bl.a. sikkerhed, bremser og motor (Phase III). I starten af 2001 tilkom en 16-ventilet benzinmotor på 1,2 liter med 55 kW (75 hk).
I august 2004 blev D7F-motoren med otte ventiler til modelår 2005 afløst af D4F 708 med 16 ventiler. På trods af denne ændring ydede basismotoren fortsat 44 kW (60 hk). Samtidig fik Twingo et yderligere mindre facelift (Phase IV), som kan kendes på Renault-logoet på bagklappen. Frem til produktionens indstilling i maj 2007 kunne Twingo herefter købes med en 1,2-liters 16V-motor med 44 kW (60 hk) eller en 1,2-liters 16V-motor med 55 kW (75 hk).
Mellem 1993 og 2007 forlod næsten 2,6 millioner eksemplarer af Twingo I samlebåndet. Bilen blev bygget på fabrikken i Flins-sur-Seine, Frankrig.
- Renault Twingo (1998–2004)
- Bagfra
- Kabine
- Renault Twingo (2004–2007)

Efter at modellen udgik af produktion i Europa, fortsatte produktionen i Colombia til det sydamerikanske marked frem til 8. juni 2012.

## Sikkerhed
En Twingo med front- og sideairbags opnåede i 2003 i Euro NCAP's kollisionstest ved vurdering af personsikkerhed 23 ud af 35 mulige point og dermed tre ud af fem mulige stjerner, og med 10 point to ud af fire mulige stjerner for fodgængersikkerhed.
Det svenske forsikringsselskab Folksam vurderer flere forskellige bilmodeller ud fra oplysninger fra virkelige ulykker, hvorved risikoen for død eller invaliditet i tilfælde af en ulykke måles. I rapporterne Hur säker är bilen? er/var Twingo i årgangene 1994 til 2002 klassificeret som følger:
- 2003: Mindst 40 % dårligere end middelbilenn[9]
- 2005: Mindst 15 % dårligere end middelbilen[10]
- 2007: Dårligere end middelbilen[11]
- 2009: Dårligere end middelbilen[12]
- 2011: Dårligere end middelbilen[13]
- 2015: Mindst 40 % dårligere end middelbilen[14]
- 2017: Mindst 40 % dårligere end middelbilen[15]

## Pålidelighed
Den frem til 1996 benyttede 1,3-litersmotor med sideliggende knastaksel og stødstænger lider ofte af klaprende ventiler. Utætte kølere sørger specielt i byggeårene 1993 til 1995 for motorskader som følge af overophedning. Frem til faceliftet i sommeren 1998 var der problemer med knækkede forakselfjedre, som dog kan udskiftes af Renault på kulance uafhængigt af bilens kilometerstand. Foldetaget har på grund af solindstråling tit fået ridser og er blevet utæt.

## Specialmodeller
Efter åbningen af attraktionen "Galaxy" i Phantasialand i Brühl, hovedsædet for Renault i Tyskland, blev der i 1994 introduceret en specialmodel "Twingo Galaxy" i et antal på 200 biler, som kunne kendes på mange påsprøjtede stjerner og som kun blev solgt i Rheinland.
Greenpeace benyttede en Twingo som basis for den i 1996 præsenterede prototype Twingo Smile.
I 1997 blev specialmodellen Kultur Twingo i forbindelse med documenta X i Kassel solgt i et antal på 100 biler, hvor der bl.a. var indeholdt en dagsbillet til documenta X i købsprisen.
- Renault Twingo I Air
- Renault Twingo I Beach
- Renault Twingo I Easy
- Renault Twingo I Enjoy
- Renault Twingo I Espresso Sun
- Renault Twingo I Initiale
- Renault Twingo I Jade samt Renault Twingo I Elysee
- Renault Twingo I Heart Edition
- Renault Twingo I Kenzo
- Renault Twingo I Lazuli
- Renault Twingo I Liberty
- Renault Twingo I Malibu
- Renault Twingo I Metropolis
- Renault Twingo I Perrier
- Renault Twingo I Summertime
- Renault Twingo I Edition Toujours
- Renault Twingo I United Colours of Benetton

## Tekniske data
|                                                | Twingo                       | Twingo 1.2                      | Twingo 1.2                      | Twingo 1.2 16V          | Twingo 1.2 16V                  |
| Byggeår                                        | 3/1993−10/1996               | 10/1996−12/2000                 | 1/2001−7/2004                   | 8/2004−5/2007           | 1/2001−5/2007                   |
| Motordata                                      |                              |                                 |                                 |                         |                                 |
| Motorkode                                      | C3G 700/702                  | D7F 700/701                     | D7F 702/703/704                 | D4F 708                 | D4F 702/704                     |
| Motortype                                      | R4-benzinmotor               | R4-benzinmotor                  | R4-benzinmotor                  | R4-benzinmotor          | R4-benzinmotor                  |
| Antal ventiler pr. cylinder                    | 2                            | 2                               | 2                               | 4                       | 4                               |
| Ventilstyring                                  | OHV, kæde                    | OHC, tandrem                    | OHC, tandrem                    | OHC, tandrem            | OHC, tandrem                    |
| Fødesystem                                     | Monopoint                    | Multipoint                      | Multipoint                      | Multipoint              | Multipoint                      |
| Trykladning                                    | –                            | –                               | –                               | –                       | –                               |
| Køling                                         | Vandkøling                   | Vandkøling                      | Vandkøling                      | Vandkøling              | Vandkøling                      |
| Boring × slaglængde                            | 74,0 × 72,0 mm               | 69,0 × 76,8 mm                  | 69,0 × 76,8 mm                  | 69,0 × 76,8 mm          | 69,0 × 76,8 mm                  |
| Slagvolume                                     | 1239 cm³                     | 1149 cm³                        | 1149 cm³                        | 1149 cm³                | 1149 cm³                        |
| Kompressionsforhold                            | 9,2:1                        | 9,6:1                           | 9,6:1                           | 9,8:1                   | 9,8:1                           |
| Maks. effekt ved omdr./min.                    | 40 kW (55 hk) 5300           | 43 kW (58 hk) 5250              | 44 kW (60 hk) 5250              | 44 kW (60 hk) 5500      | 55 kW (75 hk) 5500              |
| Maks. drejningsmoment ved omdr./min.           | 90 Nm 2800                   | 93 Nm 2500                      | 93 Nm 2500                      | 100 Nm 3750             | 105 Nm 3500                     |
| Kraftoverførsel                                |                              |                                 |                                 |                         |                                 |
| Drivende hjul                                  | Forhjul                      | Forhjul                         | Forhjul                         | Forhjul                 | Forhjul                         |
| Gearkasse (standardudstyr)                     | 5-trins manuel               | 5-trins manuel                  | 5-trins manuel                  | 5-trins manuel          | 5-trins manuel                  |
| Gearkasse (ekstraudstyr)                       | –                            | 3-trins automatisk              | 3-trins automatisk              | 5-trins semiautomatisk  | 5-trins semiautomatisk          |
| Præstationer                                   |                              |                                 |                                 |                         |                                 |
| Topfart                                        | 150 km/t                     | 150 km/t                        | 151 km/t (150 km/t)             | 156 km/t [155 km/t]     | 168 km/t                        |
| Acceleration 0-100 km/t                        | 14,0 sek.                    | 13,4 sek. (16,4 sek.)           | 13,4 sek. (16,4 sek.)           | 14,7 sek. [13,3 sek.]   | 11,7 sek. [13,3 sek.]           |
| Brændstofforbrug pr. 100 km ved blandet kørsel | 5,1 liter Blyfri 95          | 5,1 liter (6,0 liter) Blyfri 95 | 5,1 liter (6,0 liter) Blyfri 95 | 4,9 liter Blyfri 95     | 5,8 liter [5,7 liter] Blyfri 95 |
| CO2-udslip ved blandet kørsel                  |                              | 143 g/km                        | 143 g/km                        | 118 g/km                | 138 g/km [135 g/km]             |
| Bemærkninger                                   |                              |                                 |                                 |                         |                                 |
|                                                | Ikke egnet til E10-brændstof | Egnet til E10-brændstof         | Egnet til E10-brændstof         | Egnet til E10-brændstof | Egnet til E10-brændstof         |

1. ↑  Værdier i runde parenteser gælder for versioner med automatgear, og i kantede parenteser for versioner med semiautomatisk gearkasse